# Bladi Abba
Bladi Abba est un homme politique camerounais. Il est sénateur au sein du Parlement du Cameroun depuis 2018.

## Biographie
Bladi Abba est originaire de la Région de l'Extrême-Nord. Secrétaire d’administration de formation Bladi Abba, il est nommé sous-préfet de l'arrondissement de Kousséri dans la région de l’Extrême-Nord en 1982. Il occupe cette fonction jusqu’en 1985,.  Il est élu sénateur à l'issue des secondes élections sénatoriales camerounaises de mars 2018.  Bladi Abba est un militant du parti Rassemblement démocratique du peuple camerounais (RDPC).